# رودامون
رودامون كان آخر ملوك الأسرة الثالثة والعشرين. ألقابه الملكية تقتصر ببساطة على "وسر ماعت رع ستب إن آمون، رودامون مري آمون"، وتخلو من نعوت "ساإسيت" (ابن إيزيس) أو "نتر حقا واسِت" (المقدس حاكم طيبة) التي استخدمها والده وشقيقه.

## السيرة
```
كان رودامون الابن الأصغر 
لـأوسوركون الثالث
، وشقيق 
تاكيلوت الثالث
. وُصف بأنه ملك موثق بشكل ضعيف في هذه الأسرة، وفقًا لما ذكره 
كينيث كيتشن
، الذي قدّر فترة حكمه القصيرة بما بين عامين إلى ثلاثة أعوام فقط، وذلك لقلة الوثائق المعاصرة المعروفة عنه. من بين هذه الوثائق: بعض الزخارف البسيطة على معبد أوزيريس حقا-جت (أوزير سيد الأبدية)، وعدد من الكتل الحجرية من 
مدينة هابو
، وإناء واحد. في السنوات الأخيرة، تم اكتشاف قطعتين من تمثال صغير مصنوع من 
الخزف المصري
 تحملان اسم رودامون في 
الأشمونين
.
[
1
]
 ويشير هذا الاكتشاف الأخير إلى أن رودامون نجح في الحفاظ على وحدة المملكة الواسعة التي خلفها والده في 
صعيد مصر
، والتي امتدت على الأقل من 
إهناسيا
 حتى 
طيبة (الأقصر)
 خلال فترة حكمه القصيرة.
```

وقد اقترح بعض علماء المصريات، مثل ديفيد أستون، أن رودامون هو الملك المجهول المذكور في نقش السنة 19 في وادي جاسوس. إلا أن الأدلة الجديدة على نقش وادي جاسوس التي نشرها كلاوس يورمان عام 2006 قد أعادت تأريخ النقش بالكامل إلى فترة الأسرة النوبية الخامسة والعشرين (بدلاً من العصر الليبي)، وأظهرت أن النقوش تتعلق بـأمنيرديس الأولى وشبنؤبيت الثانية، بناءً على أدلة باليوغرافية وأدلة أخرى في الكرنك، وليس بـشبنؤبيت الأولى الليبية وأمنيرديس الأولى النوبية. وأشار يورمان إلى أنه لا توجد أي أدلة أثرية من معبد أوزيريس حقا-جت أو الكرنك تُظهر شبنؤبيت الأولى مرتبطة بابنة بعنخي، أمنيرديس الأولى.
اقتُرح بديل آخر مفاده أن ملك السنة 19 في وادي جاسوس هو ششنق السابع، وهو حاكم جديد غير معروف سابقًا، وذلك في دراسة لـ ج. بروكمان استنادًا إلى نص منسوب إلى السنة الخامسة لملك طيبي حَكم بعد أوسوركون الثالث، والمعروف باسم نص مقياس النيل رقم 3. ومع ذلك، هناك شكوك جدية بين العلماء حول ما إذا كان نص مستوى النيل رقم 3 يحتوي على اسم "شوشنق" بدلاً من "تاكيلوت". جورج لجران، الذي أُتيحت له أول فرصة لدراسة نصوص الرصيف في الكرنك، لم يقرأ أي اسم ملكي في هذا النقش في منشوره لعام 1898، إذ كانت الأحجار قد تآكلت بشدة بالفعل. وكانت حالة الحجر أسوأ عندما فحصه فون بيكيرات عام 1953، وافترض أن الآثار المتبقية في النص رقم 3 تشير إلى ملك يُدعى شوشنق، وليس تاكيلوت.[بحاجة لمصدر]
بعد وفاة رودامون، تفككت مملكته سريعًا إلى عدة دويلات صغيرة تحت سيطرة ملوك محليين مثل بفتياوباست في إهناسيا، ونملوت في هيرموبوليس، وإيني في طيبة. تزوج بفتياوباست من إري باستوجانيفو، ابنة رودامون، وبذلك أصبح صهره. لا يُعرف شيء عن موقع دفن رودامون النهائي. وتشير المعلومات المعاصرة الباقية من فترة حكمه إلى أنها كانت قصيرة بالفعل.